# Bieganowo (powiat średzki)
Bieganowo – osada w Polsce położona w województwie wielkopolskim, w powiecie średzkim, w gminie Środa Wielkopolska.
W latach 1975–1998 miejscowość należała administracyjnie do województwa poznańskiego.
We wsi znajdują się pozostałości zespołu folwarcznego (dwie obory z końca XIX wieku i kolonia mieszkalna – domy nr 6, 7, 8 i 17 z końca XIX wieku). W centrum Bieganowa stoi kapliczka słupowa z figurą Matki Bożej Niepokalanie Poczętej, którą postawiono w sierpniu 2004 z prośbą o opiekę nad mieszkańcami miejscowości.
Urodził się tu w 1892 Józef Inek Milewski (zmarł wiosną 1940 w Katyniu) – rotmistrz kawalerii Wojska Polskiego, ofiara zbrodni katyńskiej.